# Otfried-von-Weißenburg-Gymnasium Dahn
Das Otfried-von-Weißenburg-Gymnasium (OWG) ist eine Regelschule in der Stadt Dahn (Landkreis Südwestpfalz). Als Gymnasium im Bundesland Rheinland-Pfalz führt es in neun Jahren (Klassen 5–13) zum Abitur oder in sechs (5–10) zur mittleren Reife.

## Einzugsgebiet
Das OWG ist das einzige Gymnasium im Landkreis Südwestpfalz und versorgt hauptsächlich dessen südöstlichen Teil, das Dahner Felsenland, aber zugleich auch den Westteil des Kreises Südliche Weinstraße. Zusammen mit der Realschule plus Dahn nutzt es seit 1976 ein gemeinsames Schulgebäude und Schulgelände, das Schulzentrum Dahn.

## Name und Geschichte
Namensgeber des Gymnasiums war Otfrid von Weißenburg (* ca. 800; † nach 870), dessen Name in der Literatur teilweise auch mit ie geschrieben wird. Er war der erste namentlich bekannte althochdeutsche Dichter und lebte als Mönch und Gelehrter im Kloster Weißenburg, das ca. 25 km südöstlich von Dahn, ebenfalls am Flüsschen Wieslauter, im elsässischen Wissembourg lag.
Um den Schülern aus dem Dahner Felsenland die weiten Schulwege nach Pirmasens oder Landau zu ersparen, wurde 1952 in Dahn zunächst ein Progymnasium eingerichtet. 1955 wurde ein Neubau bezogen, der schon 1962 erweitert werden musste. 1958 erhielt das Progymnasium den Status „Gymnasium“ und auch seinen heutigen Namen. In das Schulzentrum Dahn ist das OWG seit 1976 integriert.
Das 1999 ausgewählte Schulmotto „Orientierung – Wissen – Gemeinschaft“ basiert auf den Initialen des Namensgebers wie auch des Schulnamens.

## Bildungsangebot

### Fachbereiche
| 18 Fachbereiche                                          | 18 Fachbereiche                                           | 18 Fachbereiche                                  |
| -------------------------------------------------------- | --------------------------------------------------------- | ------------------------------------------------ |
| Bildende Kunst Biologie Chemie Deutsch Englisch Erdkunde | Ethik Französisch Geschichte Informatik Latein Mathematik | Musik Physik Religion Sozialkunde Spanisch Sport |

### Mainzer Studienstufe (MSS)
Am OWG gilt die Mainzer Studienstufe (MSS) als reformierte Oberstufe. Das Kurssystem der MSS weitet den Unterricht auch auf die Nachmittage aus, die Schüler können ihre Fächer in einem weiten Rahmen nach Leistungs- und Grundkursen festlegen.

### Veranstaltungen
Dahner Jazztage – Seit 1994 führt das OWG gemeinsam mit der Stadt Dahn die Dahner Jazztage durch, die sich zu einem anerkannten kulturellen Ereignis entwickelt haben.
Sponsored Walk – Jedes Jahr werden durch die Schüler des OWG Spenden „erlaufen“. Dabei zahlen „Sponsoren“ für jeden zurückgelegten Kilometer einen vereinbarten Betrag. Die bisherigen Spenden wurden u. a. folgenden Hilfsprojekten zugewendet:
- Togofreunde
- Krebshilfe
- Partnerschule des OWG in Ruanda

Theateraufführungen – Jedes Jahr seit 1998 finden in der Aula des OWG Theateraufführungen statt, z. B.:
- 1998: Die Chinesische Mauer von Max Frisch

- 2000: Viel Lärm um nichts von William Shakespeare
- 2002: Der eingebildete Kranke von Molière
- 2003: Kabale und Liebe von Friedrich Schiller
- 2004: Das Haus in Montevideo von Curt Goetz
- 2005: Der Besuch der alten Dame von Friedrich Dürrenmatt
- 2006: Frühlings Erwachen von Frank Wedekind
- 2007: Hexenjagd von Arthur Miller
- 2007: Das besondere Leben der Hilletje Jans von Ad de Bont
- 2008: Die lustigen Weiber von Windsor von William Shakespeare
- 2009: Er-Goetz-liches von Curt Goetz
- 2009: Die zertanzten Schuhe aus Grimms Märchen
- 2010: Götter wie du und ich von  Beate Haeckl
- 2011: Die Gaunenoper von Václav Havel (Adaption von The Beggar’s Opera)
- 2012: Ein Sommernachtstraum von William Shakespeare
- 2012: No way out von Alexander Liegl und Gabi Rothmüller
- 2013: Der Revisor von Nikolai W. Gogol
- 2014: Jack (Kriminalistische Fantasie über Jack the Ripper) von Cornelia Wagner
- 2015: Arsen und Spitzenhäubchen nach der Komödie von Joseph Kesselring
- 2016: Der Geizige von Molière
- 2017: Das Kaffeehaus von Carlo Goldoni
- 2018: Der Talisman von Johann Nestroy
- 2019: Hokuspokus von Curt Goetz
- 2021: Die Physiker von Friedrich Dürrenmatt
- 2022: Der eingebildete Kranke von Molière

## Lehrer und Schüler

### Aktuelle Situation
Die etwa 460 Schüler des Gymnasiums werden von etwa 50 Lehrern unterrichtet. Schulleiter war bis 2024 Peter Gutmann. Seine Vorgänger waren Thomas M. Neuberger (2003–2021) und Rolf Kilian (bis 2003). Stellvertretende Schulleiter sind Karin Schmalenberger-Weis und Michael Lied, MSS-Leiterin ist Barbara Krämer.

### Ehemalige Schülerinnen und Schüler
| Name                                                                | Abitur |
| ------------------------------------------------------------------- | ------ |
| Stefan Baron, Volkswirt, ehemals Chefredakteur der WirtschaftsWoche | 1966   |
| Theodor Kissel, Historiker                                          | 1981   |
| Ludwig Kuntz, Wirtschaftsmathematiker                               | 1983   |
| Peter Dincher, Politiker (CDU)                                      | 1985   |
| Christof Reichert, Politiker (CDU)                                  |        |
| Alexander Fuhr, Politiker (SPD)                                     | 1988   |

## Verein der Freunde und Förderer
Der Verein der Freunde und Förderer des OWG hat sich zum Ziel gesetzt, Aufgaben zu übernehmen, welche der Schulträger finanziell nicht leisten kann. Über das Aufkommen an Beiträgen und Spenden hilft der Verein beim Erwerb von Lehrmitteln, wie z. B. PCs, Mikroskopen, Beamern oder Projektoren, und gewährt Beihilfen zu Klassenfahrten und Schulveranstaltungen.

## Kooperationen

### Partnerschulen
| Beginn | Schule                                          | Stadt                                        | Land       |
| ------ | ----------------------------------------------- | -------------------------------------------- | ---------- |
| 1987   | Collège et Lycée Climatiques                    | Argelès-Gazost (Département Hautes-Pyrénées) | Frankreich |
| 1990   | Zespół Szkół Ekonomicznych                      | Nowy Sącz (Woiwodschaft Kleinpolen)          | Polen      |
| 1996   | Coláistre Mhuire (St. Mary College)             | Askeaton (County Limerick)                   | Irland     |
| 1996   | Coláistre na Trócaire (Mercy Community College) | Rathkeale (County Limerick)                  | Irland     |
| 1999   | Ecole Secondaire de Kabirizi                    | Kabirizi (vormals Mugesera)                  | Rwanda     |
| 2002   | Colexio Fingoi                                  | Lugo (Autonome Region Galicien)              | Spanien    |

### Grenzüberschreitende Projekte
1994/95 führte das OWG gemeinsam mit dem Collège Otfried aus Wissembourg ein Projekt durch, an dessen Ende eine Ausstellung zu Leben und Wirken des Mönchs Otfried von Weißenburg stand.